# Car Battler Joe
Car Battler Joe (激闘！カーバトラーGO！！, Gekitou! Car Battler Go!!) est un jeu vidéo de type action-RPG et combat motorisé développé par Ancient et édité par Victor Interactive Software, sorti en 2001 sur Game Boy Advance.

## Accueil
- Electronic Gaming Monthly : 7/10[1]
- GameSpot : 8,1/10[2]
- IGN : 7,7/10[3]